# ANZAC Day

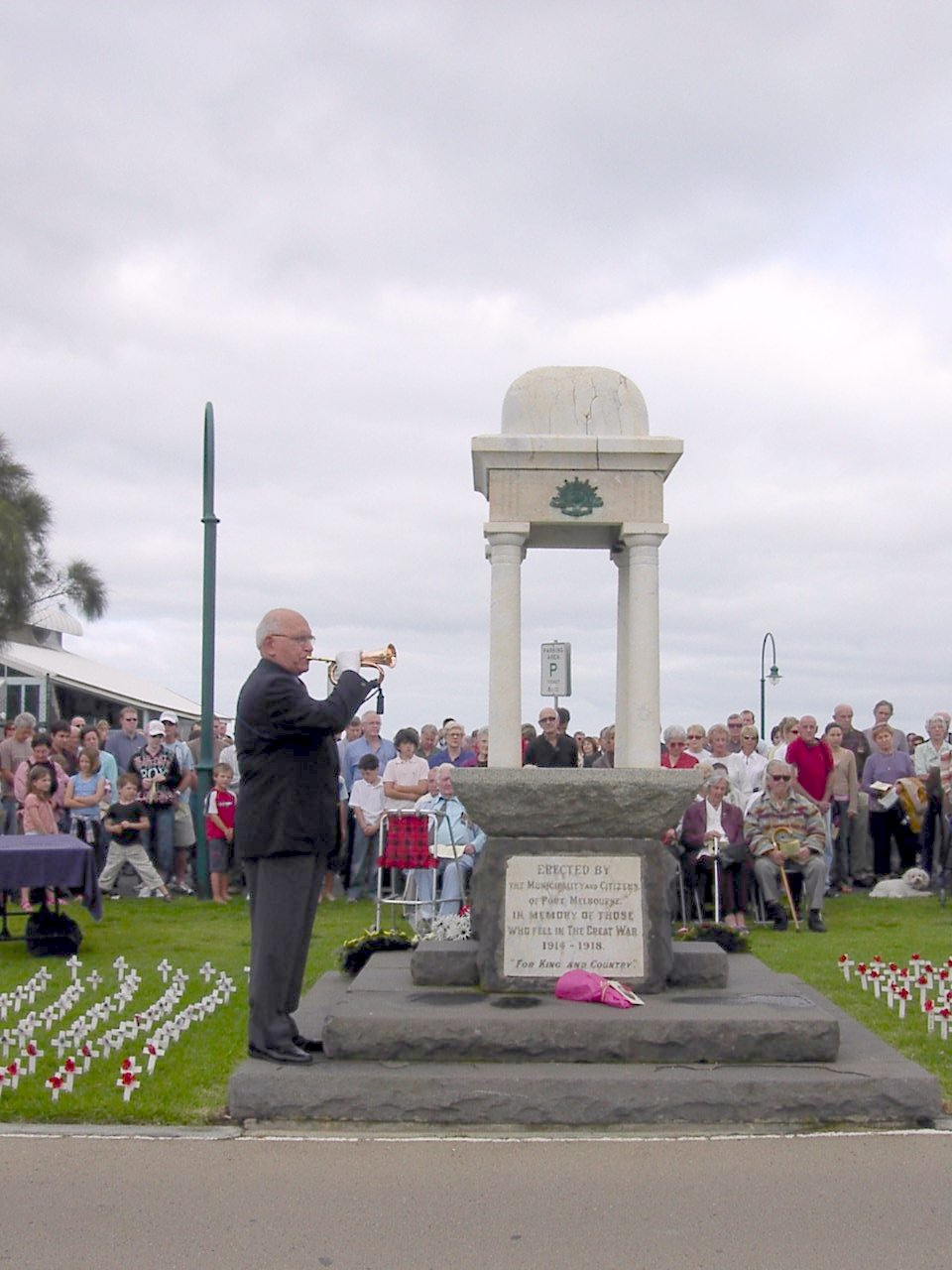
Letzter Gruß: ANZAC-Day-Feier in Port Melbourne, Victoria, Australien am 25. April 2005

Der ANZAC Day (ANZAC: Akronym für Australian and New Zealand Army Corps; auf Maori Rā o Ngā Hōia genannt) am 25. April jeden Jahres ist ein nationaler Gedenktag in Australien, Neuseeland und Tonga. Der 25. April 1915 war der Tag der ersten Militäraktion von australischen und neuseeländischen Truppen sowie Soldaten aus Tonga im Ersten Weltkrieg. Die Landung auf der Halbinsel von Gallipoli, die als Schlacht von Gallipoli in die Geschichtsbücher einging, führte zu erheblichen Verlusten unter den australischen, neuseeländischen und tongaischen Soldaten, die in einer Streitmacht geführt wurden.

## Australien
Am Anzac Day finden in Australien Paraden der australischen Landstreitkräfte und Flugdemonstrationen der Luftstreitkräfte und weiterer Organisationen sowie auch Märsche mit Kriegsveteranen statt. Die Paraden werden im Fernsehen übertragen. 1935 wurde zur Erinnerung an diesem Tag erstmals eine Briefmarke herausgebracht. Der Anzac Day ist aber auch der Tag, an dem traditionelle Testspiele von Australian Football und Rugby League Football stattfinden.
Der Feiertag wurde schon 1916 offiziell als ANZAC-Day bezeichnet. In den 1920er Jahren wurde dieser Tag zum Gedenktag für die gefallenen australischen Soldaten des Ersten Weltkrieges. 1927 war er zum ersten Mal landesweit Feiertag, und in den 1930er Jahren hatten sich dann feste Rituale herausgebildet, die bis heute andauern. Zentrale Orte für die Gedenkfeiern sind das Australian War Memorial und die ANZAC Parade in Canberra. Die Idee eines Nationalmuseums zur Erinnerung an die australischen Kriegsopfer kam jedoch schon 1915 auf. 1917 erfolgte die Gründung des Australian War Records Section (AWRS), um Aufzeichnungen und Relikte zu sammeln.
Für das Nationalbewusstsein des erst 13 Jahre zuvor unabhängig gewordenen Australien war dieser Militäreinsatz von erheblicher Bedeutung und wurde als eine Art „Blutopfer“ verstanden. Die anfängliche Kriegsbegeisterung ließ bald nach, denn die Wirtschaft ging hernieder, weil die Absatzmärkte für die Holzwirtschaft und Rohstoffe in Europa wegbrachen, die Arbeitslosigkeit anstieg und eine Inflation einsetzte. Während des Krieges versuchte die australische Bundesregierung, die allgemeine Wehrpflicht einzuführen, weil die Freiwilligenzahlen zurückgingen. Die Australier verwarfen im Oktober 1916 das Conscription Referendum (Volksentscheid über die Wehrpflicht in Australien) und in einem zweiten Referendum erneut am 21. Dezember 1917.
Nahezu jeder zehnte Australier war Soldat. Fast jeder siebte Soldat fiel im Kriegseinsatz und fast jeder zweite wurde verwundet. Die Bevölkerung Australiens betrug in den Kriegsjahren des Ersten Weltkriegs weniger als 5 Millionen Menschen, stellten aber 416.809 Soldaten, von denen mehr als 60.000 getötet und in etwas 156.000 verwundet oder gefangen genommen wurden. Da die gefallenen australischen Soldaten größtenteils Zehntausende von Kilometern entfernt in Übersee beigesetzt wurden, entstand in Victoria im Jahre 1915 der Gedanke, für jeden gefallenen Soldaten an Mahnstätten, den Avenues of Honour, einen Baum zu pflanzen. Im Jahr 2006 wurden Landesweit 567 dieser Alleen gezählt.
Der Anzac Day wird in Australien seit dem Jahre 1960 durch die Friedensbewegung kritisiert. In den 1960er und 1970er Jahren gab es am ANZAC Day Proteste gegen den Vietnamkrieg und in den 1980er Jahren protestierten Feministinnen. Neuerdings wird die Bedeutung dieses Tages für Australien kritisch diskutiert.

## Neuseeland

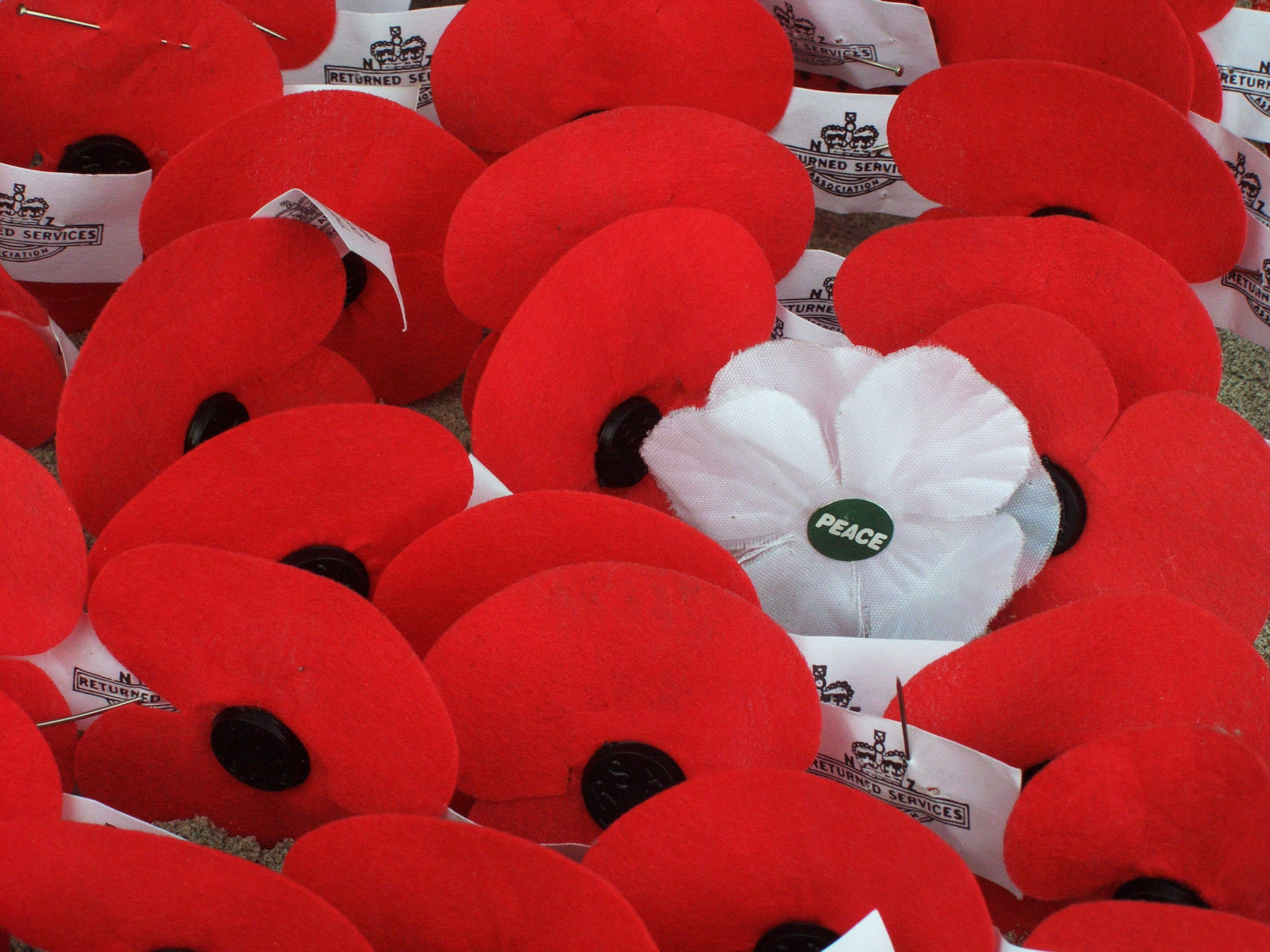
Niederlegung von Erinnerungs-Poppies am Cenotaph in Wellington im Jahre 2007 in Neuseeland

In Neuseeland wird dieser Tag in ähnlicher Form wie in Australien seit 1916 abgehalten. Allerdings finden seit dem Anzac Day Act 1966 Feiern lediglich in Halbtagesform statt. Paraden der neuseeländischen Streitkräfte, der Polizeikräfte, Feuerwehr und anderer Organisationen werden abgehalten. Im Ersten Weltkrieg sind 16.302 Soldaten aus Neuseeland gefallen, 40.362 wurden verwundet und 102 sind vermisst.
Den Anzac Day in Neuseeland nutzten politische Gruppen auch als Protesttag, wie beispielsweise im Jahre 1967, als zwei Mitglieder der linksorientierten Progressive Youth Movement die feierliche Veranstaltung in Christchurch störten und ihren Protest gegen den Vietnam-Krieg zum Ausdruck brachten. Protestaktionen gab es 1978 durch eine Frauengruppe und weitere ähnliche Proteste in den 1980er Jahren.

## Tonga
Kämpfende Soldaten aus Tonga waren im Ersten Weltkrieg in neuseeländische Kampfverbände integriert, die ihrerseits ein Teil der Verbände des Anzac waren. Ein landeseigenes Militär, die Tonga Defence Services, wurde erst 1939 gegründet. 1943 beteiligte sich Tonga mit zweitausend Soldaten, was 12 % der damaligen Bevölkerung Tongas waren, an der Schlacht um Guadalcanal. Die Ausbildung dieses Kontingents und die erforderliche Ausrüstung bewerkstelligte größtenteils Neuseeland.
Tonga erinnert jährlich am 25. April an seine Kriegsteilnahmen und Opfer mit einer Feier auf dem Gelände des Königspalast in der Hauptstadt Nukuʻalofa. Dieser Tag ist als ein nationaler Feiertag festgelegt und soll an die Teilnahme von tongaischer Soldaten in beiden Weltkriegen erinnern. Über die Jahre hinweg hat sich der Anzac Day zu einem Tag auf Tonga entwickelt, an dem an alle Kriege und militärischen Operationen erinnert werden soll.

## Türkei
Während die Invasionsmächte, wie Australien und Neuseeland, am 25. April den Beginn ihrer ersten Militäraktion an Gallipoli  feiern, gedenkt die Türkei als Verteidigungsmacht (damals als Osmanisches Reich) jeweils am 18. März mit dem „Şehitler Günü ve Çanakalle Zaferi“, des Tages der Gefallenen und des Sieges von Çanakkale (Sieg in der Schlacht von Gallipoli).
Vor allem in Çanakkale, aber auch in der gesamten Türkei, wird mit verschiedenen Veranstaltungen der Sieg und die Verteidigung von Çanakkale gefeiert und an die gefallenen türkischen Soldaten erinnert.

Zur Erinnerung an die Gefallenen dieser Schlacht steht in Çanakkale das Denkmal „Çanakkale Şehitleri Anıtı“ und eine Grabrede von Atatürk, die sowohl den gefallenen türkischen (-osmanischen) als auch den feindlichen Soldaten gewidmet ist: 
„Diese Helden, die ihr Blut vergossen und ihr Leben ließen… nun liegt ihr in dem Boden eines freundlichen Landes. Darum ruhet in Frieden. Da gibt es keinen Unterschied zwischen den Johnnies und den Mehmets, dort wo sie Seite an Seite in diesem unserem Lande liegen… Ihr, die Mütter, die ihre Söhne aus weit entlegenen Ländern schickten, wischt weg eure Tränen. Eure Söhne liegen nun an unserer Brust und sind in Frieden. Ihr Leben in diesem Land verloren zu haben, machte sie genauso zu unseren Söhnen.“

## Andere Länder
In Ländern wie Kanada, Großbritannien, Deutschland, Frankreich, Indonesien, Thailand, Samoa, Papua-Neuguinea, Südkorea, Japan und Irland gibt es Organisationen, die an diesem Tag erinnern und entsprechende Veranstaltungen abhalten.